# Route nationale 206
La route nationale 206, ou RN 206, est une ancienne route nationale française reliant Bellegarde-sur-Valserine à la commune de Douvaine.
Depuis la réforme de 1972, la RN 206 reprend le tronçon de la RN 84 de Bellegarde-sur-Valserine au Défilé de l'Écluse, celui de la RN 92 de Viry à Saint-Julien-en-Genevois, celui de la RN 203 de Rosses à Saint-Cergues et l'intégralité de la RN 203b de Saint-Cergues à Douvaine.
Avant la réforme de 1972, elle allait de Collonges à Rosses. Le tronçon de Collonges au Défilé de l'Écluse a été déclassé en RD 906.

## Tracés

### Tracé originel: de Collonges à Rosses
La RN 206 a été créée par décret du 31 août 1860, elle reliait initialement Collonges à Annemasse. À la suite du décret du 28 novembre 1866, elle a été prolongée jusqu'à la RN 203 à Rosses. Seul le tronçon de Collonges au Défilé de l'Écluse a été déclassée en RD 906 à la suite de la réforme de 1972.
Les communes traversées sont :
- Collonges-Fort-l'Écluse
- Chevrier
- Vulbens
- Valleiry
- Viry
- Saint-Julien-en-Genevois
- Collonges-sous-Salève
- Annemasse
- Rosses

### Deuxième tracé: de Bellegarde-sur-Valserine à Douvaine
Les communes traversées sont :
- Bellegarde-sur-Valserine
- Léaz
- Défilé de l'Écluse
- Chevrier
- Vulbens
- Valleiry
- Viry
- Saint-Julien-en-Genevois
- Collonges-sous-Salève
- Annemasse
- Rosses
- Saint-Cergues
- Loisin
- Douvaine